# SN 1980K
SN 1980K – supernowa typu II-L odkryta 29 października 1980 roku w galaktyce NGC 6946. Jej maksymalna jasność wynosiła 11,60m.